# 查克·达林
查克·达林（英語：Chuck Darling，1930年3月20日—），生于艾奥瓦州丹尼森，美国前男子篮球运动员。他曾代表美国获得1956年夏季奥运会篮球比赛男子金牌。他于1952年参加了NBA选秀，结果被罗彻斯特皇家队选中。